# Josef Lammer
Josef Lammer (též Lamer, 1. listopadu 1812 – 14. února 1894 Praha) byl český vojenský strážník, posléze městský úředník a hasič německého původu, průkopník hasičství v Rakouském císařství. Roku 1857 se stal velitelem Sbor pro čištění ulic a požární ochranu, první profesionální jednotky hasičů v Praze, jednoho z prvních takových oddílů v monarchii, který vedl po 24 let. Do výslužby odešel v souvislosti s pochybeními pražského hasičského sboru při požáru Národního divadla roku 1881.

## Život
Narodil se do německy mluvící rodiny. Vstoupil do rakouské Císařské armády, sloužil v rakouských državách v Itálii na pozici vojenského strážmistra. Zde se v Miláně seznámil s fungováním městského hasičského sboru, tehdy jednoho z nejvyspělejších v Evropě. Byl zaměstnán jako dozorce u pražského magistrátu. Od roku 1857 byl pak jmenován do čela Sboru pro čištění ulic a požární ochranu, specializované jednotky mužů určené k hašení požárů, sloučené s pouličními metaři. Ta v Praze vznikla teprve roku 1853 pod vedením Aloise Pasty, v té době již čítala přes 60 mužů a vlastnila hasičskou stříkačku, sídlila ve dvoře budovy v ulici U obecního dvora nedaleko Josefského náměstí (pozdější Náměstí Republiky). Na dvoře byl vozový park a cvičiště.
Se svým nástupem zavedl Lammer ve sboru služební řád a nadále jej modernizoval. První akcí, kde jeho jednotka zasahovala, byl požár domu v Dlouhé ulici, kvůli nezkušenosti hasičů a rozsahu požáru však dům zcela shořel. Lammer vyžádal rozšíření sboru na 80 mužů a zakoupení nové stříkačky a kukel s dýchacím přístrojem. Sbor při požárech osobně vedl a velel při nich. Roku 1865 dosáhl oddělení hasičského a metařského sboru. Jeho jednotka asistovala roku 1866 během prusko-rakouské války při rozvážení raněných vojáků po pražských nemocnicích. Pro pražské hasiče posléze rovněž zajistil z obecních prostředků jednotné uniformy, plechové přilby a další vybavení.

### Požár Národního divadla
12. srpna 1881 vypukl požár při dokončovacích pracích na budově Národního divadla na nábřeží Vltavy. Od počátku události pak následoval slet okolností, které ztížily efektivní zásah hasičů.

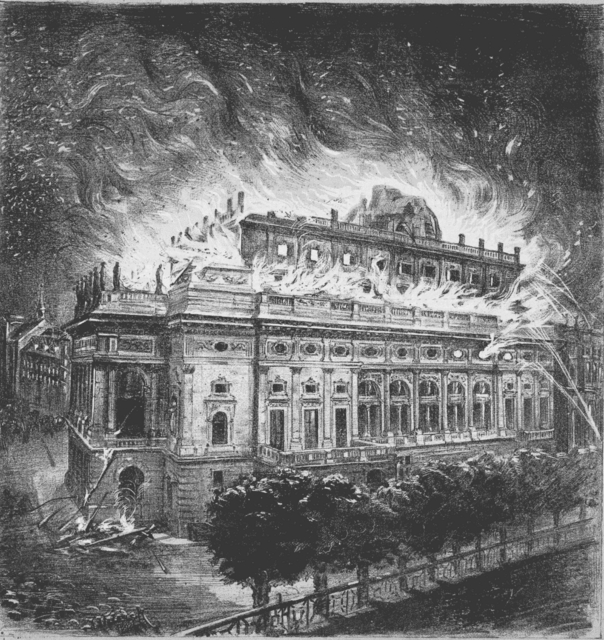
Požár Národního divadla, dobová ilustrace z Humoristických listů

Oheň zpozoroval hasič při obchůzce divadlem a včas sepnul hlásič v budově. Shodou okolností ve stejný okamžik nahlásil požár i strážník z nedaleké Poštovské ulice. Tudíž v hasičské centrále zaznamenali místo kódu ND v Morseově abecedě jen čáru a nepoznali, kde hoří. Zhruba po půlhodině opakované hlášení pak přišlo pozdě.Vzhledem k tomu, že bylo současně spuštěno kropicí zařízení nad jevištěm a otevřeny všechny hydranty v budově, poklesl tlak vody a po několika minutách přestala téct. Divadlo zásobovala vodárna na Karlově, kde den před tím prasklo přívodní potrubí a v nádrži značně klesla hladina vody. Šíření ohně podporoval tehdy i silný vítr. Železnou oponu se nakonec podařilo spustit jen částečně a když už byl oheň i v hledišti.
K ohni nejprve dorazilo 12 hasičů s jednou stříkačkou a jednou voznicí, teprve pak přijely posily, ovšem bez výsuvných žebříků a podobné techniky. Nově zakoupená parní stříkačka britské výroby nebyla sborem ještě uvedena do provozu, některé dovezené hadice pak nemohly dosáhnout k pokleslé hladině Vltavy. Někteří uvolnění pražští hasiči byli navíc v tu dobu na pohřbu svého kolegy, který spáchal sebevraždu.
Hasičům se přes všechny nezdary podařilo uchránit před ohněm okolní budovy, a to i sousedící Prozatímní divadlo. Oheň zcela zničil střechu divadla, hlediště i jeviště včetně dekorací k chystané premiéře opery Libuše. Zachoval se vestibul, foyer, lodžie a řada místností jako archiv, šatna a divadelní kancelář, stejně jako mnoho uměleckých děl. Při zásahu byli tři hasiči vážně zraněni.

### Odchod do penze
Josef Lammer následně čelil silné kritice za chyby při zásahu a jeho pomalou akceschopnost. Téhož roku tedy odešel z funkce do penze. Roku 1884 se z Prahy odstěhoval do Jindřichova Hradce.
Během jeho velení sboru je doloženo jediné úmrtí hasiče ve službě, v březnu 1872 zahynul při zřícení novostavby banky Slavie na Senovážném náměstí hasič Václav Budějický.

### Úmrtí
Josef Lammer zemřel v únoru 1894 v Praze ve věku 81 let.
Byl ženatý a se svou ženou měli několik dětí.